# Pionus
Pionus es un género de aves psitaciformes de la familia Psittacidae que incluye a varias especies de loros nativos de América Central y América del Sur.

## Especies
- Pionus menstruus, loro cabeciazul.
- Pionus sordidus, loro sórdido.
- Pionus maximiliani, loro de Maximilian.
- Pionus senilis, loro senil.
- Pionus tumultuosus, loro tumultuoso.
- Pionus chalcopterus, loro negro.
- Pionus fuscus, loro crepuscular.
- Pionus seniloides, loro gorriblanco.
- Pionus reichenowi, loro de Reichenow.